# You're Not There
You're Not There è un singolo del gruppo musicale danese Lukas Graham, pubblicato il 13 maggio 2016 come quarto estratto dal secondo album in studio Lukas Graham.

## Successo commerciale
Il singolo ha ottenuto successo su scala mondiale.

## Video musicale
Il videoclip mostra il cantante del gruppo viaggiare su una macchina che si guida da sola, dove si mette a piangere, poi compare una ragazza al suo interno che coccola il cantante, dopodiché quando lui è di nuovo da solo, l'abitacolo dell'auto si riempie d'acqua imprigionando il cantante. Alla fine del video la macchina è un rottame e il cantante, che è ancora vivo, riesce ad uscire, poi va a passeggiare nel bosco fino ad arrivare ad una cascata.